# Ainan (Ehime)
El Pueblo de Ainan (愛南町 Ainan-chō?) es un pueblo del distrito de Minamiuwa en la Región de Nanyo (南予地方 Nanyo-chihō?) de la prefectura de Ehime, en Japón. Se formó el 1° de octubre de 2004 por la fusión de los pueblos de Misho, Johen, Ipponmatsu, Nishiumi, y la Villa de Uchiumi. Es en la actualidad, la localidad más austral de la prefectura de Ehime, y su nombre hace referencia a esta característica.
Hacia el norte se extiende desde el Monte Sasa (篠山 Sasa-yama?), pasando por el Kannondake (観音岳?) hasta la península de Yura, conformando el límite con lo que fue el Pueblo de Tsushima (en la actualidad es parte de la Ciudad de Uwajima), hacia el este se encuentra el río Sasa (篠川 Sasa-gawa?), afluente del río Matsuda (松田川 Matsuda-gawa?), que la separa de la Ciudad de Sukumo (宿毛市 Sukumo-shi?) en la prefectura de Kochi. Hacia el oeste se encuentra la bahía de Uchiumi (内海湾 Uchiumi-wan?), y hacia el sur la bahía de Sukumo (宿毛湾 Sukumo-wan?).